# San Pedro de Buena Vista
San Pedro de Buena Vista es una localidad y municipio de Bolivia, ubicado en la provincia de Charcas al norte del departamento de Potosí.

## Historia

### Época precolonial
Los habitantes precolombinos del territorio actual del extremo norte potosino, fueron los Charcas que tenían ubicada su capital en Sacaca y estuvieron gobernados por Copatiaraca, para luego ser conquistados por los Incas en tiempo de Tupac Yupanqui (1471 a 1493). Sus pobladores eran aymaras y su estructura social dual.
En el tiempo del Tawantinsuyo incaico, su población estimada fue de 50.000 personas y su radio de acción una superficie de 30.000 km² alrededor de Sacaca, abarcando los pueblos de Chayanta, Tiquipaya, Tomata, Moscarí, Cochabamba y Santiago de Paso.

### Época colonial
Los Charcas hicieron alianza con los Caracaras, Chichas y Chuis; se reunieron en Sacaca, desde donde avanzaron hasta Paria (tierra de los Soras), para continuar juntos hasta el Cuzco, apoyando la rebelión de Marco Segundo Coisara señor del Rey Charca, que en el momento de la conquista española se hizo amigo de Gonzalo y Hernando Pizarro, lo que facilitó la conquista del territorio por parte de los españoles.
A fines del siglo XVI, se desarrolló la lucha entre Vicuñas y Vascongados, durando aproximadamente un siglo, los Vascongados habían logrado primacía económica y política en la región frente a los Vicuñas, que estaban integrados por Criollos americanos naturales de otras provincias que se sentían rezagados. La provincia Charcas que abarcaba a todo el norte de Potosí, tomó parte activa en esta contienda, donde destacó Alonso de Ibáñez, uno de los precursores de la independencia del Alto Perú y cuyo nombre lleva la provincia.

### Época republicana
El 3 de septiembre de 1880 durante la administración del General Narciso Campero, se creó la actual provincia de Charcas del departamento de Potosí, conformada por los municipios de San Pedro de Buena Vista, Sacaca, Toro Toro y Acasio. En los siguientes años sucedieron dos hechos que cambiarían la anterior conformación de la provincia de Charcas: en 1882 se creó lo que es hoy el cantón de Chayanta, que se unió a la provincia de Bustillos en 1908 y luego en 1923, se creó la provincia de Alonso de Ibáñez durante el gobierno de Bautista Saavedra, sobre la base de la segunda y cuarta sección de la provincia de Charcas (Sacaca y Acasio). De esta manera se configuró la actual provincia de Charcas con dos secciones (municipios), la primera San Pedro de Buena Vista y la segunda Toro Toro.

## Ubicación
El municipio de San Pedro de Buena Vista es uno de los dos municipios en la provincia de Charcas, el más grande en superficie. Limita al noreste y este con el municipio de Toro Toro, al norte con los municipio de Arampampa y Acasio de la provincia del General Bilbao, en el noroeste con el municipio de Sacaca de la provincia de Alonso de Ibáñez, en el suroeste con el municipio de Chayanta de la provincia de Rafael Bustillo, en el sur con los municipios de Pocoata y Colquechaca de la provincia de Chayanta y al sureste con el municipio de Poroma en el departamento de Chuquisaca.
El lugar central de la provincia es San Pedro de Buena Vista, con 955 habitantes (censo de 2001) en la mitad norte de los municipios

## Geografía
El municipio de San Pedro de Buena Vista se encuentra en la Cordillera Central boliviana, en las tierras bajas de la zona de transición a los valles. Cuenta con una topografía fuertemente accidentada, presentándose diferentes pisos ecológicos y distintos tipos de suelos.
La temperatura media promedio de la región del valle es de aproximadamente 18 °C (ver gráfico climático Toro Toro) y varía ligeramente entre los 15 °C en junio y julio, y alrededor de 20 °C de noviembre a marzo. La precipitación anual es de 500 mm, con una marcada estación seca , de mayo a agosto, con precipitaciones mensuales inferiores a 10 mm, y un tiempo de humedad de diciembre a febrero con 100 a 120 mm de lluvia.

## Demografía
De acuerdo con el censo boliviano de 2024, la población del municipio de San Pedro de Buena Vista es de 27 961 habitantes.
La población del municipio aumentó en más de un tercio entre 1992 y 2024, pero recientemente ha estado disminuyendo:
| Año  | Habitantes (municipio) | Fuente |
| ---- | ---------------------- | ------ |
| 1992 | 22.005                 | Censo  |
| 2001 | 27.639                 | Censo  |
| 2012 | 30.012                 | Censo  |
| 2024 | 27.961                 | Censo  |

La esperanza de vida de los recién nacidos es de 49 años. La tasa de alfabetización entre los mayores de 15 años de edad es sólo el 54 %, y la proporción de población urbana en el municipio es de 0 % (2001)

## División Política
Con la promulgacion en 2009 de la nueva Constitución Política del Estado, la división política del municipio es en distritos:
- Distrito San Pedro de Buena Vista - 7667 Habitantes
- Distrito Qhayana - 5731 Habitantes
- Distrito Micani - 4136 Habitantes
- Distrito San Marcos - 3056 habitantes
- Distrito Moscari - 2428 habitantes
- Distrito Esquencachi - 2648 habitantes
- Distrito Toracari - 2941 habitantes
- Distrito Quinamara - 1405 habitantes

Total de habitantes - 30 012 (2012)

## Transporte
San Pedro de Buena Vista se encuentra a 180 km por carretera al sur de Cochabamba, capital del departamento homónimo. La carretera nacional pavimentada Ruta 4 conduce al oeste desde Cochabamba, que se encuentra con la Ruta 1 que corre de norte a sur en Caracollo y conduce al sur hacia Potosí. A una distancia de 37 km al suroeste de Cochabamba, un camino de tierra se bifurca en dirección sureste en Parotani y después de 30 km llega al pueblo de Villa Capinota. A tres kilómetros al sur de Capinota, otro camino vecinal se bifurca hacia el sur, cruza el río Arque y continúa hasta el pueblo de Apillapampa, supera en su recorrido los 4000 m s. n. m. y termina luego de otros 85 km en San Pedro de Buena Vista.

## Cultura

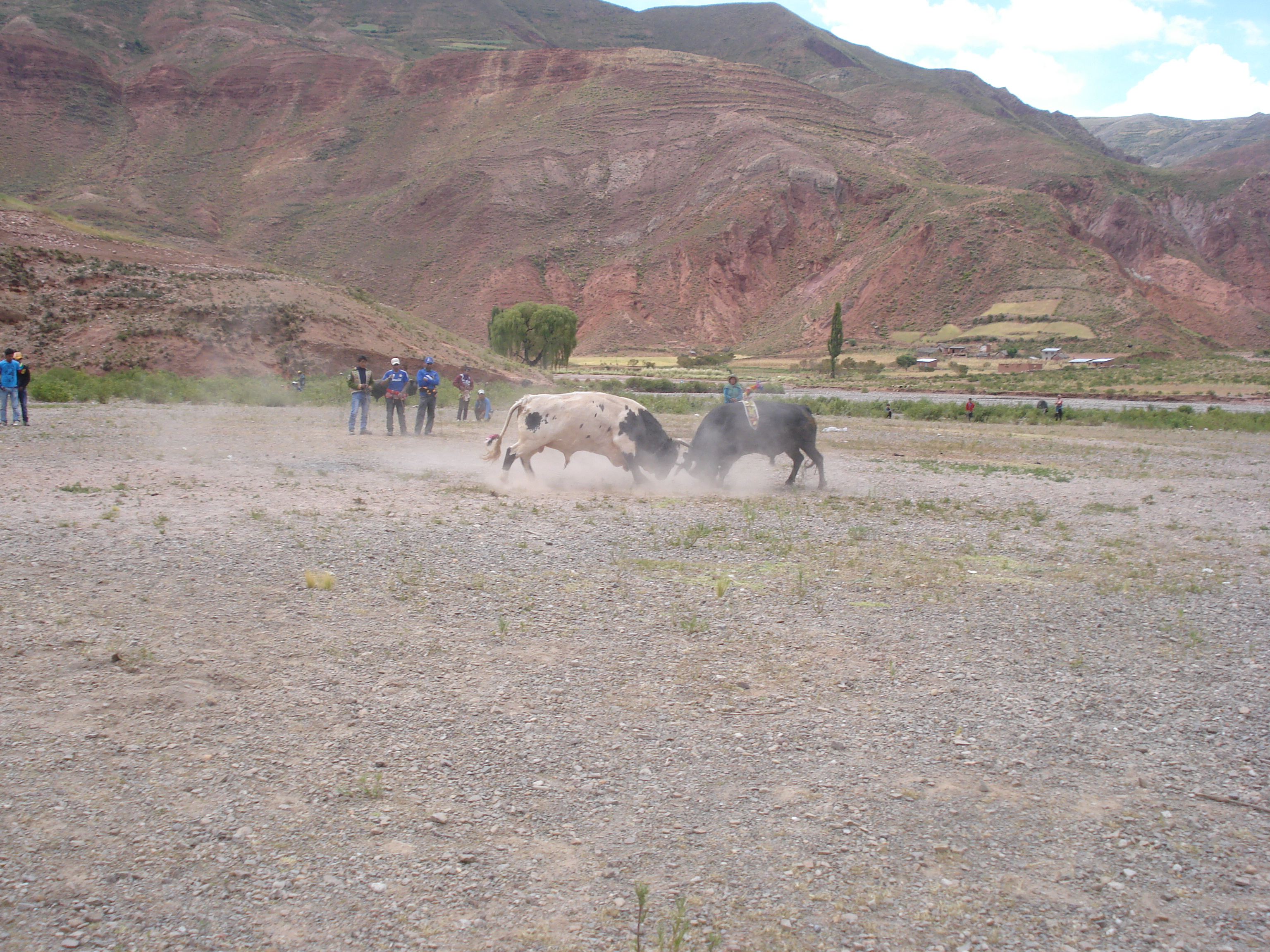
Pelea de toros durante la Fiesta de Toro Tinku en Pascua.

En San Pedro se celebra anualmente el Toro Tinku (pelea de toros), que fue declarado por Ley de N°3419 del 8 de junio de 2006 como patrimonio regional, histórico, cultural y turístico del municipio. Esta fiesta es celebrada durante la época de Pascua y es a su vez la mayor feria ganadera de la región norte del departamento de Potosí.